# Tokyos tunnelbana

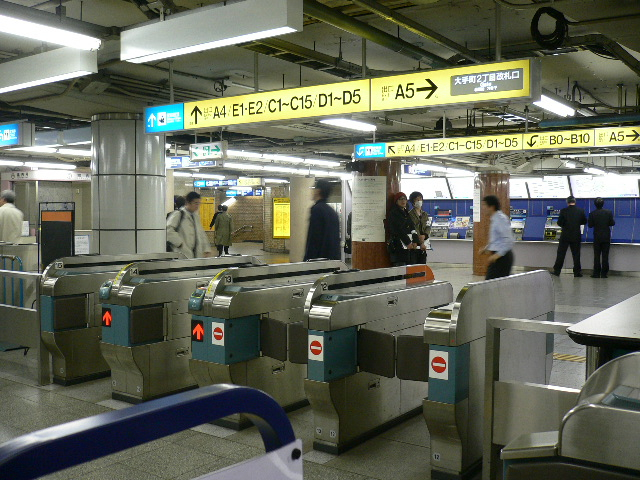
Ingången till station Ōtemachi

Tokyos tunnelbana (japanska: 東京地下鉄?, Tōkyō chikatetsu) betjänar den japanska huvudstaden Tokyo. Tokyos tunnelbana består av de två tunnelbanesystemen Tokyo Metro med nio linjer och Toei Subway med fyra linjer, vilka har en total banlängd av 316,4 km. Tågen på linjerna, utom Ginza-, Marunouchi- och Oedolinjen, övergår dock i de flesta fall mellan tunnelbanan och anslutande pendeltågbanor.
Administrationen av två skilda tunnelbanesystem i Tokyos tunnelbana orsakar flera irritationer för resenärer:
- Dubbla biljetter: De två systemen kan inte användas med samma biljett.
- Båda systemen presenterar tunnelbanenätet med olika stationskartor, tåg och informationsbroschyrer. Underlaget som används för att presentera linjenätet fokuserar på respektive systems egna linjer och gör det svårt att orientera sig när man byter system. Ett exempel är Toeis kartor, Toeis Oedo-linje presenteras som en cirkel i mitten för att ge en bild av att den har en nyckelfunktion för hela Tokyos transportsystem, medan Oedo-linjen i Tokyo Metros kartor mera har dess naturliga rektangulära layout. Här är den centrala linjen istället pendeltågsringen Yamanotelinjen.

## Tokyo Metro
Tokyo Metro (japanska: 東京メトロ?, Tōkyō Metoro) är ett börsnoterat aktiebolag, där 26,71% av aktierna ägs av japanska staten och 23,29% av Tokyo prefektur.
Tunnelbanesystemet Tokyo Metro består av nio linjer med en total banlängd av 209,7 km. De äldsta två linjerna, Ginza- och Marunouchilinjen, är separata tunnelbanelinjer medan övriga sju linjer har genomgående trafik till och från anslutande pendeltågslinjer (sträckor på pendeltågslinjer anges inom parentes).
| Symbol | Linje                                 | Japanska | Linjesträckning | Stationer | Längd   |
| ------ | ------------------------------------- | -------- | --- | --------- | ------- |
|        | Ginzalinjen                           | 銀座線   | Shibuya ↔ Asakusa | 19        | 14,3 km |
| /      | Marunouchilinjen / sidolinje          | 丸ノ内線 | Ogikubo ↔ Ikebukuro (Honancho ↔ Nakano-sakaue) | 28        | 27,4 km |
|        | Hibiyalinjen                          | 日比谷線 | Naka-meguro ↔ Kita-senju (↔ Minami-kurahashi; via Skytreelinjen och Nikkolinjen)                                                                             | 22        | 20,3 km |
|        | Tōzailinjen                           | 東西線   | (Mitaka; via Chuolinjen ↔) Nakano ↔ Nishi-Funabashi (↔ Toyo-Katsutadai; via Toyo snabbtåglinje/Tsudanuma; via Sobulinjen)                                    | 22        | 30,8 km |
|        | Chiyodalinjen                         | 千代田線 | (Isehara; via Odawaralinjen ↔) Yoyogi-uehara ↔ Kita-ayase(/Toride; via Jobanlinjen)                                                                          | 20        | 24 km   |
|        | Yūrakuchōlinjen                       | 有楽町線 | Shin-kiba ↔ Kotake-mukaihara ↔ Wakoshi (↔ Ogawamachi; via Tojolinjen)/Nerima (↔ Hanno; via Ikebukurolinjen)                                                  | 24        | 28,3 km |
|        | Hanzōmonlinjen                        | 半蔵門線 | (Chuo-Rinkan; via Den-en-toshi-linjen ↔) Shibuya ↔ Oshiage (↔ Minami-kurahashi; via Skytreelinjen och Nikkolinjen/Kuki; via Skytreelinjen och Isesakilinjen) | 14        | 16,8 km |
|        | Nambokulinjen + Saitama snabbtåglinje | 南北線   | Urawa-misono ↔ Meguro (↔ Shin-Yokohama; via Megurolinjen/Toyokolinjen och Shin-Yokohama-linjen)                                                              | 26        | 35,9 km |
|        | Fukutoshinlinjen                      | 副都心線 | (Ogawamachi; via Tojolinjen) ↔ Wakoshi/(Hanno; via Ikebukurolinjen ↔) Nerima ↔ Shibuya (↔ Motomachi-Chūkagai; via Toyokolinjen och Minatomirailinjen)        | 16        | 11,9 km |

## Toei Subway
Toei, egentligen (japanska: 東京都交通局?, Tōkyō-to Kōtsū-kyoku), är helägt av Tokyo prefektur.
Toei Subway har totalt fyra linjer och en banlängd av 109 km.
| Symbol | Linje          | Japanska | Linjesträckning | Stationer | Längd   |
| ------ | -------------- | -------- | --- | --------- | ------- |
|        | Asakusalinjen  | 浅草線   | (Horinouchi / Haneda Airport; via Keikyulinjen) / Nishi-Magome ↔ Sengakuji ↔ Oshiage (↔ Narita Airport; via Keiseilinjen) | 20        | 18,3 km |
|        | Mitalinjen     | 三田線   | Nishi-Takashimadaira ↔ Meguro (↔ Shin-Yokohama; via Megurolinjen/Toyokolinjen och Shin-Yokohama-linjen)                   | 27        | 24,2 km |
|        | Shinjukulinjen | 新宿線   | (Takaosanguchi/Hashimoto; via Keiolinjen ↔) Shinjuku ↔ Motoyawata                                                         | 21        | 23,5 km |
|        | Ōedolinjen     | 大江戸線 | Tōchomae ↔ Iidabashi ↔ Tōchomae (ringlinje) ↔ Hikarigaoka                                                                 | 38        | 40,7 km |

## Saringasattacken i Tokyos tunnelbana
Den 20 mars 1995 drabbades Tokyos tunnelbana av ett terroristangrepp som skulle visa sig vara den värsta i Japans historia. Det var fem medlemmar ur den sektliknande religiösa gruppen Aum Shinrikyo som bordade ett par olika fyllda tunnelbanetåg under morgonrusningen och släppte ut nervgasen sarin. Detta ledde till 12 personers död och 3 000 personer skadade av gasen, som är 20 gånger farligare än cyanid och dessutom färg-, lukt- och smaklös.